# Meidias-schilder

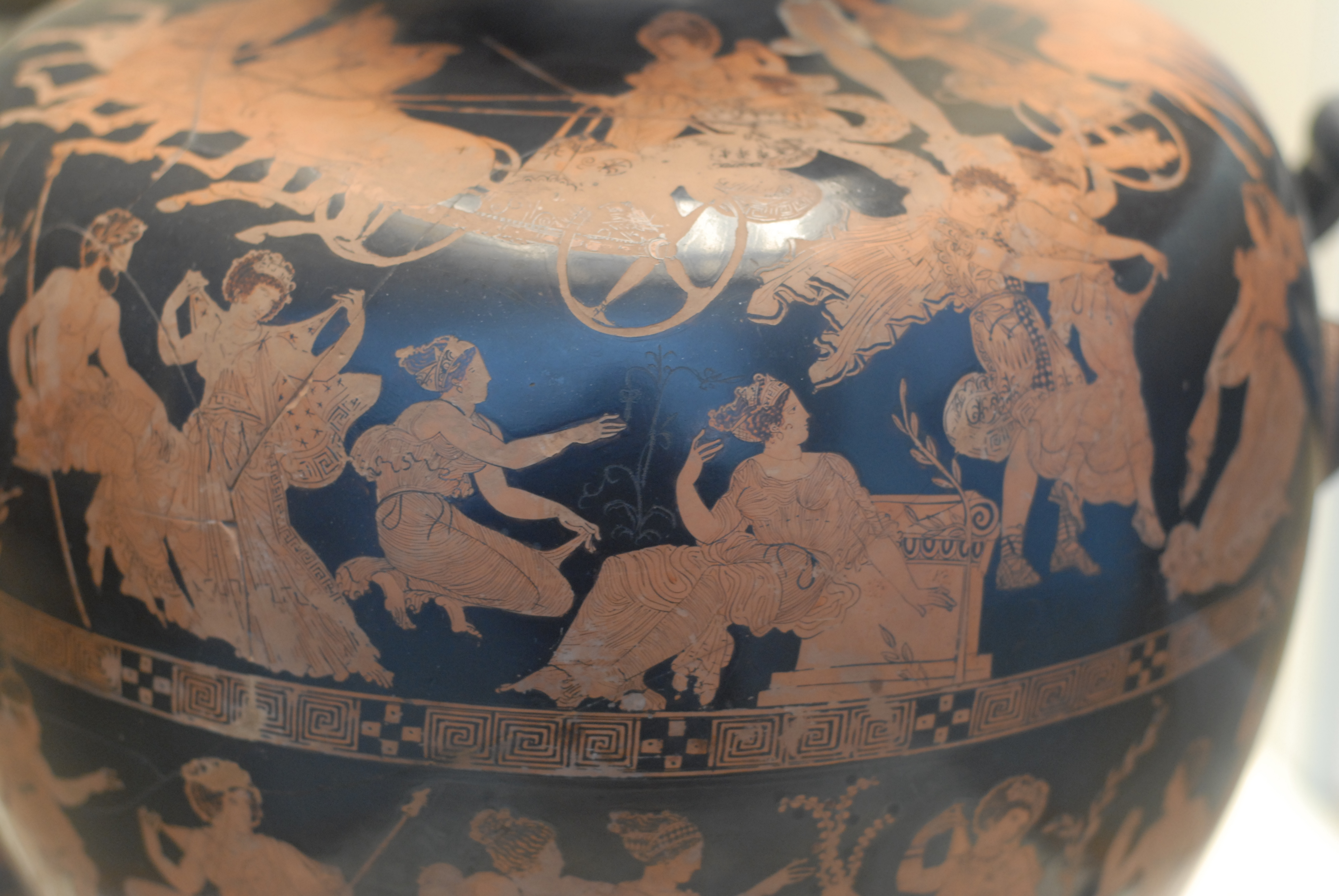
De roof van de Leucippides door de Meidias-schilder (British Museum)

De Meidias-schilder is de benaming voor de onbekende Attische vazenschilder uit het eind van de 5e eeuw v.Chr., die werkte voor de pottenbakker Meidias. Hij paste de techniek toe van de rode figuurschildering en wegens zijn grote vakbekwaamheid en gevoelige expressiviteit verwierf hij zich in de Oudheid grote faam.

## Werk
Over het algemeen schilderde hij bij voorkeur taferelen met godenfiguren, die geheel doortrokken zijn van een erotische sfeer. Zijn personages zijn gehuld in ingewikkelde draperieën die golvend afhangen, hetgeen aansluit bij het toentertijd gangbare maniërisme van de beeldhouwkunst na Phidias.
Een beroemd voorbeeld van zijn kunst is de Londense Hydria (kruik) met de roof van de Leucippides.